# Kalliapseudes magnus
Kalliapseudes magnus är en kräftdjursart som beskrevs av Lang 1956. Kalliapseudes magnus ingår i släktet Kalliapseudes och familjen Kalliapseudidae. Inga underarter finns listade i Catalogue of Life.